# Парк Победы (Старая Русса)
Парк Победы — мемориальный парк в городе Старая Русса.
Занимает территорию в центральной части города в границах улиц Минеральной, Гостинодворской и Крестецкой.
В праздники, посвященные защитникам Отечества, у монумента Славы в парке проходят митинги, к «Огню памяти» возлагают цветы.
Есть детская площадка.

## История
Был заложен в 1958 году на месте снесённого квартала довоенной жилой застройки и части улицы Силина. В центре парка 3 ноября 1964 года был открыт монумент Славы — памятник освободителям города от немецко-фашистских захватчиков (архитекторы Е. М. Раппопорт, П. И. Юшканцев и скульптор А. Н. Черницкий, проект монумента — дипломная работа всех авторов).
6 апреля 2015 года во время своего официального визита в Старую Руссу президент РФ В. В. Путин присвоил городу почётное звание «Город воинской славы». Осенью этого же года в парке была возведена Аллея Героев — 9 скульптурных портретов уроженцев Старой Руссы и Старорусского района, удостоенных звания Героя Советского Союза: Пётр Алексеевич Арефьев, Сергей Александрович Блинников, Александр Александрович Богачёв, Владимир Владимирович Бродюк, Владимир Иванович Никифоров, Николай Алексеевич Федин, Михаил Павлович Яковлев, Дмитрий Иванович Соколов, Иван Васильевич Примакин (первоначальный вариант — скульптор из Санкт-Петербурга София Коханская). 12 декабря 2016 года обновлённая Аллея Героев, с заменой всех бюстов и дополненная бюстом десятого героя — Фёдора Ивановича Иванова (скульптор Денис Стритович), была торжественно открыта вновь.
В 2016 году открыт памятник советскому солдату.

## Галерея

Монумент советскому солдату
«Вечный огонь» и рельеф «Смена партизанского движения в Старой Руссе»[8].
Бюст А. А. Богачёва на Аллее Героев